# Asena Yalçın
Asena Yalçın (Adana, 4 aprile 1991) è una cestista turca.

## Carriera
Con la Turchia ha disputato i Campionati mondiali del 2018 e i Campionati europei del 2019.